# غروب شد بیا
غروب شد بیا فیلمی به کارگردانی و نویسندگی انسیه شاه حسینی ساختهٔ سال ۱۳۸۳ است.

## بازیگران
| بازیگر             | نقش         |
| ------------------ | ----------- |
| لادن مستوفی        | هاجر        |
| بیژن امکانیان      | مهندس ناصری |
| فرهاد اصلانی       | حیدر        |
| علیرضا اوسیوند     | امیری       |
| علیرضا حاج ملامهدی | جاسم        |